# جيريمياه كولبيرن
جيريمياه كولبيرن (بالإنجليزية: Jeremiah Colburn)‏ هو شخصية أعمال أمريكي، ولد في 12 يناير 1815، وتوفي في 30 ديسمبر 1891.